# Antonio Manuel Chaos Iglesias
Antonio Manuel Chaos Iglesias (Samos, Lugo, España, 21 de septiembre de 1918 - Madrid, España el 22 de diciembre de 1993) fue General de División del Estado Mayor del Aire y Gran Cruz al Mérito Aeronáutico.

## Biografía
Recibió formación de piloto de combate en Alemania (9.º curso, Primavera-Verano de 1938), y fue piloto de caza durante la guerra civil española (1936-1939). Con el grado de Coronel de Aviación, obtuvo el Mando de Material del Ministerio del Aire. Fue Jefe del Sector Aéreo de Badajoz hasta el 12 de julio de 1975, puesto que abandonó al concedérsele la Jefatura de las Fuerzas Aéreas de la Zona Aérea de Canarias, con rango de General de Brigada. El 11 de enero de 1980 recibió la Gran Cruz del Mérito Aeronáutico. Obtuvo el ascenso a General de División, retirándose al alcanzar la edad reglamentaria el 3 de julio de 1986.